# ViaMichelin
ViaMichelin è una società interamente controllata del gruppo Michelin che sviluppa e commercializza prodotti e servizi digitali di assistenza al viaggio in Europa.

## Descrizione
La creazione nel 2001 di ViaMichelin evidenzia la volontà del gruppo Michelin di impegnarsi in sostegno della mobilità con l'utilizzo di supporti digitali. Accanto alla sua presenza nel mercato delle mappe e delle guide turistiche con la guida Michelin e le cartine stradali, Michelin propone in questo modo una serie di servizi basati sulle tecnologie digitali disponibili: internet, telefonia mobile, GPS e computer palmari, CD-ROM, DVD-ROM.
Ha uffici a Boulogne-Billancourt, Londra, Francoforte, Madrid e Milano.

## Servizi digitali
I prodotti e i servizi ViaMichelin sono destinati al grande pubblico ed alle aziende che sono alla ricerca di informazioni e servizi specifici, come la visualizzazione e il monitoraggio di mappe, il calcolo degli itinerari stradali fuori o in città, la ricerca di alberghi e ristoranti, informazioni sul traffico e informazioni turistiche.

### Il sito web europeo
Il sito di ViaMichelin ha superato il milione di visite al giorno. ViaMichelin copre con i suoi servizi oltre quarantadue paesi in Europa con 7 milioni di chilometri di strade e vie.
Il sito ViaMichelin è disponibile in più lingue (francese, inglese, italiano, tedesco, spagnolo, fiammingo, polacco) e il suo servizio di prenotazioni d'alberghi conta più di 60.000 strutture in tutta Europa.
I contenuti delle Guide Michelin propongono 20.000 città e località turistiche oltre a 62.000 hotel e ristoranti provati e selezionati. Questo database è arricchito con le informazioni relative al traffico, al meteo, agli autovelox, ecc..
Nel settembre 2006, ViaMichelin si lancia nel Web 2.0 mettendo in linea un blog che presenta le novità e le caratteristiche del nuovo sito.
Nel maggio del 2008 viene lanciata una nuova versione beta. Oltre ad una nuova interfaccia, questa versione incrementa le funzionalità Web 2.0 del sito: recensioni sugli alberghi e ristoranti, la creazione di diari di viaggio e altre funzionalità.
Il sito ha anche una "boutique" online interamente dedicata alla vendita di prodotti di aiuto al viaggio, come i navigatori GPS, il software per PDA, CD-ROM, le schede SD.

### Internet mobile
I servizi mobile ViaMichelin erano disponibili nel Regno Unito, Francia (Bouygues Telecom), Italia (Wind), Spagna (Telefonica), Germania (E-Plus), Olanda (Base) ed in Belgio sul portale i-mode. Gli utenti avevano accesso a molti servizi, come geolocalizzazione automatica, il calcolo degli itinerari e la ricerca di indirizzi turistici (alberghi, ristoranti, stazioni di servizio).
Dall'inizio del 2007 questi servizi mobile ViaMichelin sono stati sospesi.

### Software per PDA
ViaMichelin ha sviluppato anche un software per computer palmari (PDA). Gli utenti possono trovare servizi come calcolare gli itinerari e visualizzare mappe, oltre che accedere alla Guida Michelin per i palmari HP e Palm.

#### Navigazione mediante PDA
- HP iPAQ rx1950 GPS Navigator
- Tungsten E2 Navigation Companion
- Palm TX GPS Navigation Companion

### Navigazione GPS
- ViaMichelin nel mese di ottobre 2005 lancia un sistema portatile che combina la tecnologia GPS con i contenuti.
- ViaMichelin proponeva l'offerta del GPS integrando le Guide Michelin e i contenuti specifici (stazioni di servizio, autovelox).
- Nel gennaio 2008 ViaMichelin decide di interrompere la produzione del suo GPS, con la riduzione di una sessantina di posti di lavoro.

### Informazioni sul traffico
A partire dal settembre 2005 ViaMichelin propone un servizio di informazioni in tempo reale sul traffico per il territorio metropolitano francese. Tale servizio riguarda le arterie principali e le autostrade, le periferie delle città più importanti e di Parigi, Lione e Tolosa Il servizio di informazioni sul traffico è stato realizzato per alcuni produttori di auto (Peugeot, Citroen e altri) e di GPS (TomTom, Garmin e altri).